# Qyzylorda
Qyzylorda (in kazako Қызылорда?; traslitterazione in inglese Kyzylorda; lett. "Capitale Rossa") è una città del Kazakistan di 354 800 abitanti, capoluogo dell'omonima regione. È stata la capitale della Repubblica Socialista Sovietica Kazaka dal 1925 al 1929; successivamente le fu preferita Alma-Ata, in ragione della presenza di una nuova ferrovia e di un clima più fresco. Si trova sulle rive del fiume Syr-Darya. Unico resto di un glorioso passato è la stazione ferroviaria.

## Storia
In passato era nata come roccaforte di frontiera, ma nel 1853 venne conquistata dall'Esercito russo.

## Monumenti e luoghi di interesse
- Il museo regionale: esso ripercorre le tappe salienti della regione di Qyzylorda, spaziando dai reperti archeologici della vicina Syganak (capitale del khanato kazako) al periodo di gloria di Qyzylorda come capitale del Kazakistan sovietico e al disastro ambientale del Lago d'Aral. È presente anche una sezione dedicata alle varie personalità di spicco (musicisti, scrittori, atleti olimpionici) locali. È interessante il fatto che le didascalie e i pannelli del museo siano solamente scritte in kazako: per quanto possa risultare scomodo per i turisti non locali, è una testimonianza del grande patriottismo e del sentimento anti-russo vissuto all'interno della città.
- La grande stazione ferroviaria di Qyzylorda: monumentale, simbolo della gloria che godette la città quando era capitale. Un lato del fabbricato viaggiatori dell'edificio presenta splendidi mosaici di epoca sovietica.
- Monumento "Syr-Ana": monumento costruito nel 2001 per commemorare il ventesimo anniversario della nazione kazaka. È alto 40 m ed è stato progettato dall'architetto Bazyken. È possibile entrare nel monumento ed arrivare in un punto panoramico a 32 m, dal quale si può avere una vista della città. Spesso il monumento di sera si illumina in vari modi.

## Amministrazione
Gemellaggi:
- Bursa

## Sport

### Calcio
La squadra principale della città è il Qaýsar.